# Szczyt (film)
Szczyt (oryg. Sisyphus) – węgierski krótkometrażowy film animowany z 1974 roku w reżyserii Marcella Jankovicsa. Film był nominowany do Oscara w kategorii najlepszy krótkometrażowy film animowany na 48. ceremonii wręczenia Oscarów, ale przegrał z filmem Great.

## Fabuła
Film jest oparty na micie o Syzyfie i przedstawia mężczyznę, który pcha głaz w górę zbocza. Człowiek wydaje się być coraz bardziej przytłoczony kamieniem, jednak udaje mu się wtoczyć głaz na szczyt i schodzi z góry, która okazuje się być stosem kamieni podobnych do tego pchanego przez mężczyznę.